# Percival Gull
Percival Gull (с англ. — «Чайка Персиваля») — британский однодвигательный моноплан с неубирающимся шасси, впервые поднявшийся в воздух в 1932 году. Он был удачным как скоростной транспортный и гоночный самолёт. На нём были установлены рекорды полёта на дальние расстояния. На базе этого самолёта были разработаны два других — Percival Vega Gull и Percival Proctor.

## История
В 1932 году в Мэйдстоуне Эдгар Персиваль построил первый экземпляр своего самолёта, рассчитанного на трёх человек. В том же году самолёт участвовал в гонке King's Cup Race и его средняя скорость по ходу дистанции составила 229,7 км/ч. Тогда же компания Percival Aircraft передала заказ на производство 24 самолётов этого типа компании George Parnall and Company. Самолёты этой серии стали называть Gull Four. Мощность двигателей составляла для разных вариантов от 130 до 160 л. с..
В 1934 году Percival Aircraft стала выпускать модернизированную версию Type D.3 «Gull Six» с двигателем de Havilland Gipsy Six мощностью 200 л. с. Были немного изменены шасси и кабина, но в целом самолёт мало отличался от предыдущей модели. Было построено 48 самолётов D.3.
В 1935 году был построен 4-местный вариант «Vega Gull» с двойным управлением и закрылками. Более поздние версии этого самолёта имели двигатель 205 л. с. На этих самолётах были выиграны несколько гонок и совершён ряд дальних перелётов. Таких самолётов к июлю 1939 года, когда был выпущен последний, было построено 90. Самолёты этой модификации использовались для связи. На базе самолёта был создан вариант «Proctor».
В 1936 году новозеландка Джин Баттен была награждена Призом Сигрейва с формулировкой «За рекордный одиночный перелёт на самолёте Percival Gull из Англии в Окленд, занявший 11 дней 45 минут».
Для британских ВВС была создана специальная версия «Vega Gull» в количестве 24 штуки. Часть этих самолётов была передана в пользование британским посольствам. В годы Второй мировой войны в Королевских ВВС находился 21 самолёт «Vega Gull». Один самолёт был реквизирован вермахтом. На службе ВВС Индии и Австралии находились два таких самолёта, а ещё один — в ВВС Новой Зеландии.
Долгожителем оказался самолёт с бортовым номером G-AEYC, который пережил войну и использовался как курьерский самолёт до 1960 года, когда вышел из строя из-за возгорания двигателя.

## Лётно-технические характеристики[1]
- Модификация — Gull Six;
- Размах крыла — 12.04 м;
- Длина самолёта — 7.77 м;
- Площадь крыла — 17.09 м²;
- Масса:
  - пустого самолёта — 789 кг;
  - максимальная взлётная — 1474 кг;

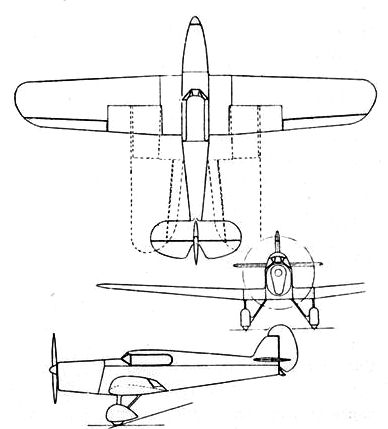

- Двигатель — поршневой ДВС de Havilland Gipsy Six;
- Мощность — 1 × 200 л. с.;
- Максимальная скорость — 282 км/ч;
- Крейсерская скорость — 241 км/ч;
- Практическая дальность — 1062 км;
- Практический потолок — 5182 м;
- Экипаж — 3 чел.